# Bogdan Łukasiewicz
Bogdan Łukasiewicz (ur. 7 stycznia 1950 w Łodzi) – polski polityk i rolnik, poseł na Sejm X i I kadencji.

## Życiorys
Od 1973 działał w Zjednoczonym Stronnictwie Ludowym, pełnił funkcję wiceprezesa dzielnicowego komitetu ZSL Łódź-Górna. Ukończył w 1979 studia z zakresu rolnictwa w Szkole Głównej Gospodarstwa Wiejskiego w Warszawie, otrzymując tytuł zawodowy inżyniera rolnika (studiował też na Politechnice Łódzkiej). Był przewodniczącym rady wojewódzkiej i członkiem rady głównej zrzeszenia kółek rolniczych. W latach 1989–1993 sprawował mandat posła na Sejm kontraktowy z ramienia ZSL oraz I kadencji z listy Polskiego Stronnictwa Ludowego, wybranego w okręgu łódzkim.
Zajął się prowadzeniem własnego gospodarstwa rolno-ogrodniczego. Pozostał członkiem PSL.

## Odznaczenia
- Srebrny Krzyż Zasługi (1989, 1994[1])
- Brązowy Krzyż Zasługi (1984)
- Medal 40-lecia Polski Ludowej
- Honorowa Odznaka Miasta Łodzi